# Cuerpo de élite (película)
Cuerpo de élite, inicialmente llamada Cuerpo de élite: Misión Palomares, es una película española estrenada el 26 de agosto de 2016, protagonizada por María León, Miki Esparbé, Jordi Sánchez, Andoni Agirregomezkorta, Juan Carlos Aduviri y dirigida por Joaquín Mazón. Su director ya había dirigido series televisivas como Con el culo al aire y Allí abajo. Fue una de las películas españolas más taquilleras del año con más de un millón de espectadores y una recaudación de más de 6,5 millones de euros.

## Sinopsis
Tras una operación fallida, un cuerpo secreto de intervención llamado el "cuerpo de élite" resulta diezmado y el Ministerio del Interior español decide reclutar nuevos miembros para su recomposición. El nuevo grupo formado por un agente de movilidad madrileño, una guardia civil andaluza, un mozo de escuadra catalán, un ertzaina vasco y un legionario son entrenados con el objetivo de cumplir su primera misión: recuperar una bomba relacionada con el incidente de Palomares.

## Producción
El rodaje de la película se inició a finales de junio de 2015 y concluyó siete semanas después, a finales de agosto. Entre las localizaciones elegidas estaban Madrid, Barcelona, el País Vasco y Extremadura. La Puerta del Sol, así como la torre Agbar  tienen un importante protagonismo en la historia. La cinta tuvo un presupuesto total de 4,5 millones de euros.

## Serie de televisión
A finales de 2016 se anunció que Antena 3 estaba preparando una nueva serie de televisión con el mismo nombre que esta película, tomando todas sus bases (incluida su "marca" y logotipo). Sin embargo, no se llegó a confirmar nada hasta finales de mayo de 2017, donde se confirmó la producción de la serie y la actriz principal de esta, la encargada de llevar las tramas de peso es la actriz Cristina Castaño. Un mes después se confirmó que Adriana Torrebejano y Álvaro Fontalba también formarían parte del reparto. En julio de 2017 se confirmó que la serie contaría con Octavi Pujades, El Langui y Canco Rodríguez, primera serie de este último tras el final de Aída después de 9 años en emisión. La serie también contará con el cómico Joaquín Reyes que ya participó en la película interpretando al secretario del Ministro del Interior, en la serie interpretará al Ministro del Interior. El 11 de agosto se confirmó la participación de la humorista Ana Morgade y de la actriz María Botto. Se estrenó el 6 de febrero de 2018 y finalizó el 8 de mayo de 2018.

## Reparto
| Principal - Miki Esparbé es Santiago "Santi" Bravo, el agente de movilidad. - María Léon es Lola Rivera, la guardia civil. - Jordi Sánchez es Pep Canivell, el mosso d' Esquadra - Andoni Agirregomezkorta es Gorka Arizmendi, el ertzaina. - Juan Carlos Aduviri es Byron Gonzalves, el legionario. - Silvia Abril es la teniente Gil. - Carlos Areces es Boyero, el ministro del interior. - Joaquín Reyes es Julián Miralles, el secretario del ministro del interior. - Rober Bodegas es Xoel Brey, el informático. - Pepa Aniorte es la agente Camacho. - Vicente Romero es Pérez. - César Sarachu es Antxón Isarji, armero de ETA y exnovio de Gorka. | Secundario - Octavi Pujades es el agente catalán. - Rubén Sanz es el agente madrileño. - Adriana Torrebejano es la agente catalana. - Paco Tous es el inspector, jefe de Santi. - David Arnáiz es el compañero de Lola. - Mariona Terés es la periodista en silla de ruedas. - Anna Simon es la presentadora de las campanadas. - Jorge Fernández es el presentador de las campanadas. - Mónica Carrillo es la presentadora de informativos. - Manuel Millán es el cura, padre de Xoel. - Anartz Zuazua es el Etarra #2 |

## Banda sonora
El tema principal del film es Hola, mi amor de Boikot y Junco. El resto de la banda sonora, obra de Vicente Ortiz Gimeno es de corte instrumental y fue grabada a principio de diciembre de 2015 por el Orquesta de Extremadura. Otras canciones que aparecen en la película son Un año más de Mecano y Pongamos que hablo de Madrid de Porretas.

## Recepción
En su primer fin de semana, a finales de agosto de 2016, la película lideró la taquilla española con una recaudación de 1,22 millones de euros. Un mes después de su estreno superó el millón de espectadores y unos ingresos cercanos a los 6 millones de euros. La cinta cerró el año con más de 6,5 millones de recaudación, como la tercera película española más vista de 2016.

### Crítica
La crítica especializada se mostró divida sobre la película. Jordi Costa, en el diario El País, la calificó como una película a lo «Misión Imposible pero de corte mortadeliano» donde los tópicos autonómicos jugaban un gran papel. Aprovecharía así el tirón de Ocho apellidos vascos, si bien el libreto de la película es anterior a la cinta de Emilio Martínez-Lázaro. Para el crítico, Cuerpo de élite no buscaba otra cosa que la «catártica y liberadora risa» del espectador. En la misma línea, en la revista Cinemanía se destacó la labor del realizador y del reparto.
En el diario El Mundo, Alberto Luchini, coincidió en valorar positivamente la producción así como las interpretaciones del reparto pero críticaba el guion. Para él la película mostraba «una interminable sucesión de gags irregulares, de los que sólo funciona una pequeña parte». Más dura, Beatriz Martínez en el diario El Periódico, tildaba la cinta como de «comedia prefabricada», resaltando su escaso nivel.